# Whut? Thee Album
Albums de Redman
Dare Iz a Darkside
(1994)
Singles
1. Blow Your Mind
Sortie : 27 août 1992
2. Time 4 Sum Aksion
Sortie : 12 janvier 1993
3. Tonight's da Nigh
Sortie : 4 mai 1993

Whut? Thee Album est le premier album studio de Redman, sorti le 22 septembre 1992.
Auparavant, Redman n'était apparu que sur des titres d'EPMD : deux sur l'album Business As Usual (1990) et un sur Business Never Personal (1992). Erick Sermon d'EPMD produit, aidé par Redman lui-même, la majeure partie de l'album. Il a contribué grandement à lancer la carrière de Redman et a en fait l'un des artistes majeurs de la scène hip-hop dans les années 1990. D'autre part, les critiques ont été élogieuses envers l'album. Néanmoins, Whut? Thee Album ne se classe que 49e au Billboard 200 en 1992.
Le 11 juin 1993, il est certifié disque d'or par la RIAA.
En 1998, le magazine The Source le classe parmi les 100 meilleurs albums de rap.

## Liste des titres
| No  | Titre                                                                            | Auteur | Contient un (des) sample(s) de | Durée |
| --- | -------------------------------------------------------------------------------- | --- | --- | ----- |
| 1.  | Psycho Ward (Interlude) (Produit par Redman)                                     | R. Noble | | 1:28  |
| 2.  | Time 4 Sum Aksion (Produit par Erick Sermon et Redman)                           | R. Noble, L. Muggerud, L. Fulsom, J. McCracklin, R. Troutman, L. Troutman                                                                        | Tramp de Lowell Fulsom Pride and Vanity des Ohio Players Get Up and Get Down des Dramatics Thriller de Michael Jackson featuring Vincent Price Playin' Kinda Ruff de Zapp Go Stetsa I de Stetsasonic Mama Said Knock You Out de LL Cool J How I Could Just Kill a Man de Cypress Hill                              | 3:25  |
| 3.  | Da Funk (Produit par Erick Sermon et Redman)                                     | R. Noble, G. Clinton Jr., B. Collins, B. Worrell                                                                                                 | The Champ des Mohawks Handclapping Song des Meters P. Funk (Wants to Get Funked Up) de Parliament God Make Me Funky des Headhunters featuring The Pointer Sisters | 2:18  |
| 4.  | News Break (Interlude) (Produit par Redman)                                      | R. Noble | | 0:38  |
| 5.  | So Ruff (Produit par Erick Sermon et Redman)                                     | R. Noble, R. Bell, C. Smith, R. Mickens, D. Boyce, R. Westfield, D. Thomas, R. Bell, G. Brown, G. Clinton Jr., B. Collins, B. Worrell, G. Shider | Flash Light de Parliament Bop Gun (Endangered Species) de Parliament More Bounce to the Ounce de Zapp Dance Floor de Zapp | 3:47  |
| 6.  | Rated 'R' (Produit par Erick Sermon et Redman)                                   | R. Noble, J. Brown | Kissing My Love de Bill Withers Soul Power 74 de Maceo & the Macks Straight Outta Compton des N.W.A Lyrics of Fury d'Eric B. & Rakim | 3:21  |
| 7.  | Watch Yo Nuggets (Produit par Erick Sermon et Redman)                            | R. Noble, E. Sermon, G. Clinton Jr., D. Spradley, G. Shider, C. Marotta                                                                          | O-o-h Child des Five Stairsteps It's a New Day des Skull Snaps Atomic Dog de George Clinton Hey Young World de Slick Rick It's My Turn de Stezo Rampage d'EPMD featuring LL Cool J | 3:50  |
| 8.  | Psycho Dub (Interlude) (Produit par Redman)                                      | R. Noble | Bubbles de Wah Wah Watson Thriller de Michael Jackson featuring Vincent Price | 0:28  |
| 9.  | Jam 4 U (Produit par Erick Sermon et Redman)                                     | R. Noble, T. Riley, T. Gatling, G. Griffin, A. Hall                                                                                              | I'm Popeye, the Sailor Man de William « Billy » Costello et Sammy Lerner Get Up (I Feel Like Being a) Sex Machine de James Brown Synthetic Substitution de Melvin Bliss Jungle Boogie de Kool & The Gang Square Biz de Teena Marie You Gots to Chill d'EPMD Teddy's Jam 2 de Guy Straight Out the Sewer de Das EFX | 3:06  |
| 10. | Blow Your Mind (Produit par Erick Sermon et Redman)                              | R. Noble, G. Clinton Jr., J. Vitti, J.S. Theracon, R. Troutman, L. Troutman, R. Calhoun                                                          | Sing a Simple Song de Sly and the Family Stone The Payback de James Brown Rapper's Delight du Sugarhill Gang Theme From the Black Hole de Parliament Outstanding de The Gap Band Computer Love de Zapp Duck Down des Boogie Down Productions                                                                       | 3:56  |
| 11. | Hardcore (Produit par Erick Sermon, Parrish Smith et Mr. Bozack)                 | E. Sermon, P. Smith | (Don't Worry) if There's a Hell Below, We're All Going to Go de Curtis Mayfield Pride and Vanity des Ohio Players Strictly Snappin' Necks d'EPMD | 1:59  |
| 12. | Funky Uncles (Interlude) (Produit par Redman)                                    | R. Noble | | 1:06  |
| 13. | Redman Meets Reggie Noble (Produit par Redman)                                   | R. Noble | Hector des Village Callers Blind Alley des Emotions Just Rhymin' With Biz de Big Daddy Kane featuring Biz Markie | 2:31  |
| 14. | Tonight's da Night (featuring Hurricane G. – Produit par Erick Sermon et Redman) | R. Noble, J. Stone, R. James | A Few More Kisses to Go d'Isaac Hayes All Night Long des Mary Jane Girls Hardcore d'EPMD featuring Redman | 3:22  |
| 15. | Blow Your Mind [Remix] (Produit par Redman)                                      | R. Noble, G. Clinton Jr., J. Vitti, J.S. Theracon, R. Troutman, L. Troutman                                                                      | The Oriental Riff de John A. Fitzpatrick Dance Floor de Zapp The Show de Doug E. Fresh, Slick Rick and The Get Fresh Crew Pump That Bass d'Original Concept | 3:18  |
| 16. | I'm a Bad (Produit par Erick Sermon et Redman)                                   | | Synthetic Substitution de Melvin Bliss Numbers de Kraftwerk Word to the Mother (Land) de Big Daddy Kane | 2:52  |
| 17. | Sessed One Night (Interlude) (Produit par Redman)                                | R. Noble | Looking at the Front Door de Main Source | 0:49  |
| 18. | How to Roll a Blunt (Produit par Pete Rock et Redman)                            | R. Noble, K.M. Burke, A. Felder, N.J. Wright | Fat Cakes de Jimmy McGriff Risin' to the Top de Keni Burke Automobile des N.W.A | 3:23  |
| 19. | Sooper Luver Interview (Interlude) (Produit par Redman)                          | R. Noble | | 0:53  |
| 20. | A Day of Sooperman Lover (Produit par Erick Sermon et Redman)                    | R. Noble, J. Brown, F. Wesley, J. Starks, J. Watson                                                                                              | Superman Theme de Leon Klatzkin The Payback de James Brown Superman Lover de Johnny « Guitar » Watson La Di Da Di de Doug E. Fresh et Slick Rick | 3:50  |
| 21. | Encore (Interlude) (Produit par Redman)                                          | | Theme From the Black Hole de Parliament No Vaseline d'Ice Cube | 1:21  |